# Sailor Jack's Reformation
Sailor Jack's Reformation è un cortometraggio muto del 1911 diretto da Sidney Olcott. Una storia che sigilla l'Esercito della Salvezza.

## Produzione
Il film fu prodotto dalla Kalem Company.

## Distribuzione
Distribuito dalla General Film Company, il film - un cortometraggio di una bobina - uscì nelle sale cinematografiche statunitensi il 1º marzo 1911.